# Òpera de Sichuan

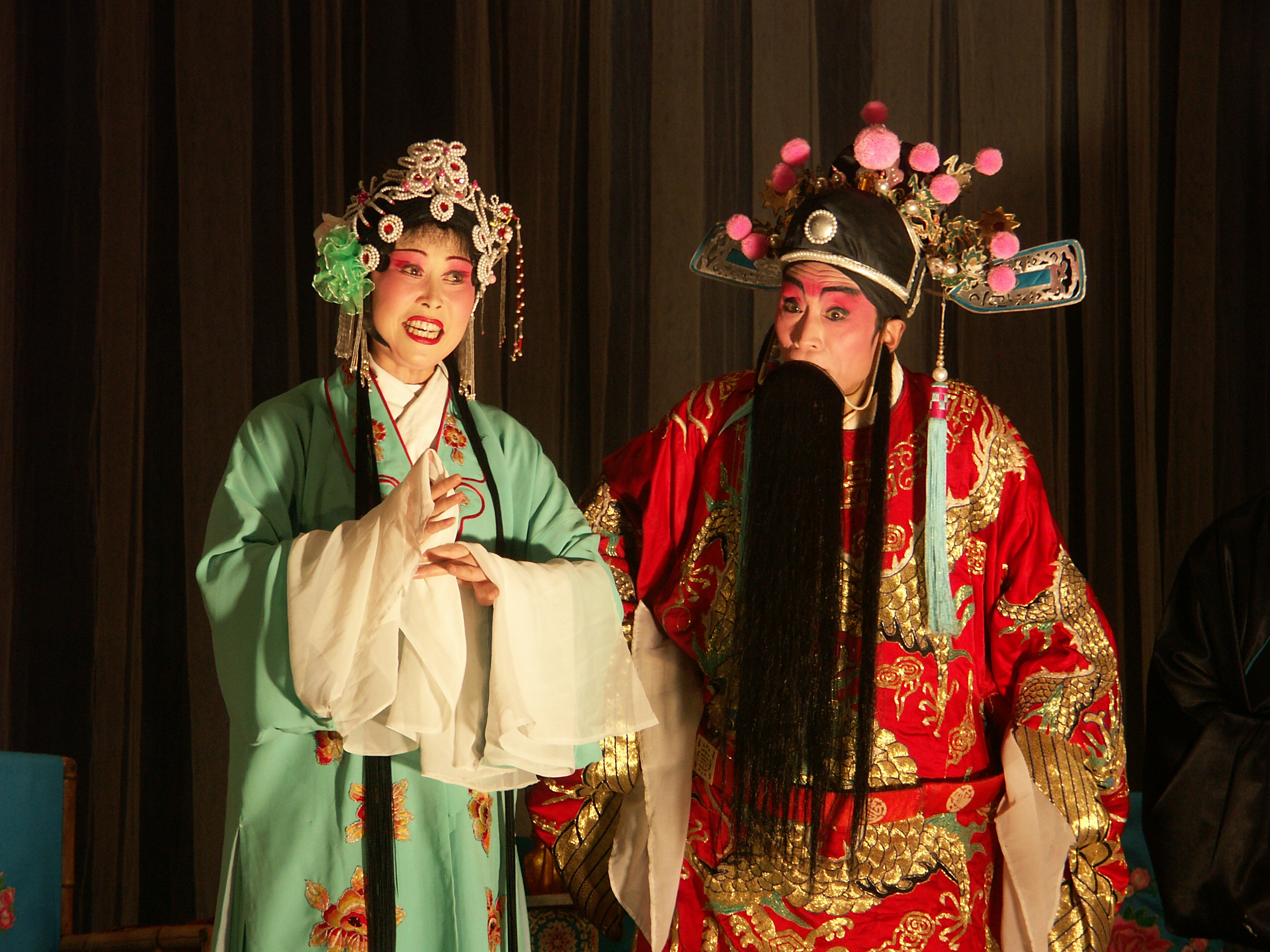
Òpera de Sichuan a Chengdu.

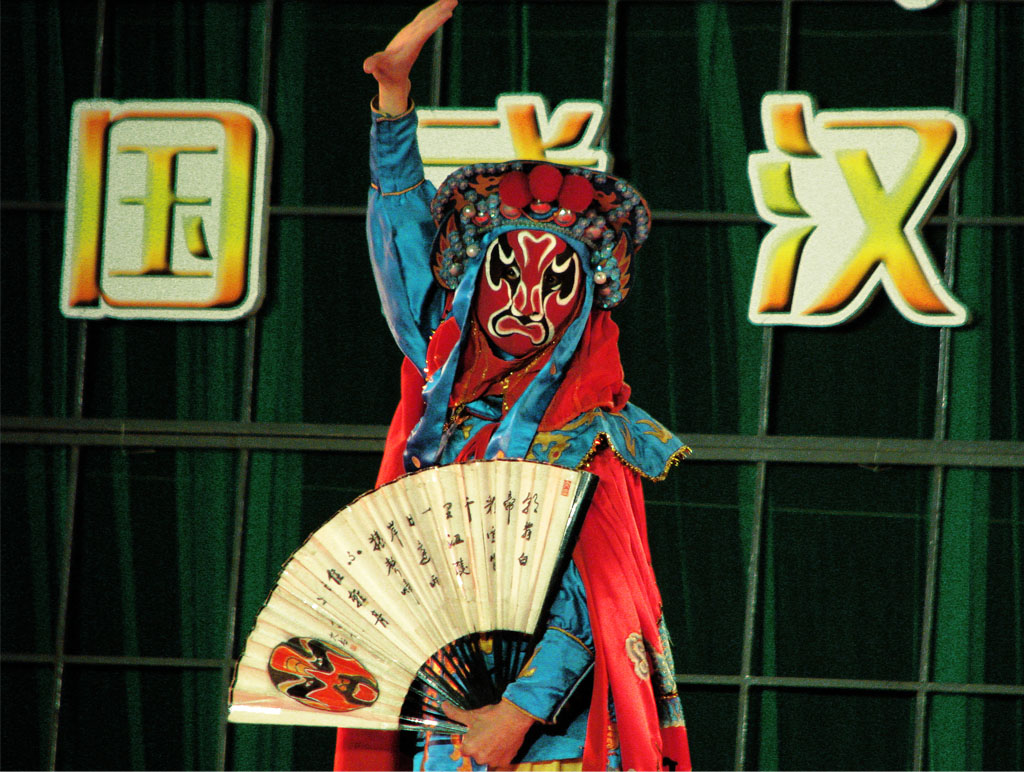
Escena de Bianlian.

Òpera de Sichuan(en xinés: 川剧 ; en pinyin: en chuānjù ou 川戏, chuānxì) inclou aspectes còmics i acrobàtics, originari de la província de Sichuan a la Xina del voltant l'any 1700. La figura emblemàtica d'aquesta òpera és «Paerduo» (耙耳朵, literalment «rastell de l'orella»), un home tímid que la seva esposa l'estira de l'orella per corregir-ho. Aquest personatge no només és una caricatura, sinó que també és una representació del respecte que tenen els marits a les seves esposes a Sichuan i de la seva atenta oïda.
El bianlian (en xinès: 变脸 en pinyin: liǎn Bian; literalment «canviar la cara») és una de les grans especialitats de l'òpera de Sichuan. En aquest tipus d'espectacle, l'actor canvia en fraccions de segon de màscara, i en té fins i tot desenes de diferents formes i colors. El joc es basa en l'element de sorpresa quan efectua el canvi de màscara.

## Cinc estils
- Gaoqiang (高 / 高)
- Kunqiang (崑 / 昆)
- Huqing, plomo (鬍 / 胡)
- Tanxi (彈 / 彈)
- Dengdiao / Dengxi / teatre d'ombres (燈 / 灯).

## Végeu també
- Teatre cantat tradicional xinès
- Òpera de Yu
- Òpera de Beijing